# إجراء مضاد (قانون)
الإجراء المضاد في القانون الدولي العام يشير إلى العمليات الانتقامية التي لا تشتمل على استخدام القوة. وبمعنى آخر، فإنه يشير إلى الإجراءات غير العنيفة التي تكون غير مشروعة في حد ذاتها، لكنها تصبح مشروعة عندما يتم تنفيذها من قبل دولة ما للرد على قيام أخرى بإجراء غير مشروع في وقت سابق ضدها.

## التعريف
إن الحالة الرائدة فيما يتعلق بالإجراءات المضادة هي قرار محكمة العدل الدولية في قضية غابشيكوفو - ناغيماروس السدود. وقد ذكرت المحكمة أنه لكي يكون الإجراء المضاد مبررًا، فيجب أن يفي بالشروط الواردة أدناه:
1. يجب أن يتم اتخاذ الإجراء الذي يمثل الإجراء المضاد ردًا على إجراء غير مشروع متعمد سابق قامت به دولة أخرى، ويجب أن يتم توجيه هذا الإجراء المضاد ضد تلك الدولة.
2. أن تكون الدولة التي تعرضت للإجراء الأولي قد دعت الدولة التي ارتكبت الإجراء غير المشروع بالتوقف عن هذا الإجراء غير المشروع وإصلاح ما نجم عنه، إلا أنه تم رفض الطلب.
3. يجب أن يتناسب الإجراء المضاد مع الضرر الناجم، مع الأخذ في الاعتبار الحقوق ذات الصلة.
4. الهدف من تنفيذ الإجراء المضاد هو دفع الدولة التي ارتكبت الفعل غير المشروع إلى الوفاء بالتزاماتها بموجب القانون الدولي. وبالتالي، يمكن أن يتم إنهاء الإجراء وعكس تأثيراته.

## مسئولية الدولة
البند الثاني والعشرون من بنود مسودة لجنة القانون الدولي حول مسئولية الدولة ينص على أنه يتم تجاوز عدم شرعية الإجراء إذا كان الإجراء مضادًا. وبالتالي، فإن الإجراءات المضادة التي يتم تنفيذها بشكل مناسب تكون متناسبة مع أحكام القانون الدولي.